# Comité de Defensa General
El Comité de Defensa General (Comité de défense générale, en francés) fue una institución de la Primera República Francesa, creada el 1 de enero de 1793 en la Convención Nacional para asumir las competencias de defensa interior y exterior de la República. En la práctica, fue el primer embrión de poder ejecutivo autónomo de la Convención.
Surgió como un órgano formado por representantes de los Comités convencionales de Guerra, de Finanzas y Colonias, de Marina, de Diplomacia, de la Constitución y de Comercio. Cada uno de estos comités debía escoger a tres miembros del Comité de Defensa General. Su composición se vio incrementada a las pocas semanas por tres miembros más, representantes del Comité de Peticiones.
El 18 de marzo, la Convención aprobó, a instancias de Bertrand Barère de Vieuzac, crear un Comité de Salvación Pública, y solicitó al Comité de Defensa General la redacción de un proyecto de organización de éste.
Una semana más tarde, la Convención resolvió aprobar un proyecto de reforma del Comité de Defensa General, que fue renovado con el nombre de Comisión de Salvación Pública (decreto del 25 de marzo de 1793), formado por los siguientes convencionales:
- Dubois-Crancé,
- Pétion,
- Georges Jacques Danton,
- Gensonné,
- Emmanuel-Joseph Sieyès,
- Guyton-Morveau,
- Maximilien de Robespierre,
- Barbaroux,
- Rühl,
- Vergniaud,
- Fabre d'Églantine,
- Buzot,
- Delmas,
- Guadet,
- Condorcet,
- Bréard,
- Camus,
- Prieur de la Marne,
- Camille Desmoulins,
- Bertrand Barère de Vieuzac,
- Jean Debry,
- Isnard,
- Lasource,
- Quinette, y
- Jean-Jacques-Régis de Cambacérès.

Esta Comisión resultó demasiado numerosa y demasiado heterogénea para resultar eficaz. Su dinámica de trabajo estaba marcada por el gran absentismo de sus miembros y la falta de discreción en sus deliberaciones; enseguida se hizo evidente que hacía falta una organización más pequeña y más eficaz. El 3 de abril, la propia Comisión hizo llegar a la Convención su proyecto de organización del Comité de Salvación Pública: el nuevo órgano diseñado era más restringido, disponía de mayores poderes ejecutivos y estaba sometido al secreto de las deliberaciones. El proyecto fue aprobado tras un largo debate, y la Convención pasó a nombrar a sus nueve miembros.